# Arasara
Arasara (en georgiano: არასარა; en abjasio: Арасара) es una aldea que pertenece a la parcialmente reconocida República de Abjasia, parte del distrito de Gulripshi, aunque de iure pertenece al municipio de Gulripshi de la República Autónoma de Abjasia de Georgia.

## Geografía
Arasara se encuentra en las estribaciones de los montes de Abjasia. La aldea se administra desde el pueblo de Tsebelda, y anteriormente la aldea se dividía en Kvemo Tjilovani y Zemo Tjilovani. 

## Demografía
La evolución demográfica de Arasara entre 1959 y 1989 fue la siguiente:
| 163                                                 | 37 |
| (Fuente: Population of Abkhazia since Soviet times) |    |

Antes de la guerra de Abjasia, la mayoría de la población local eran georgianos.